# Gundershoffen
Gundershoffen (Duits: Gundershofen im Elsass)  is een gemeente in het Franse departement Bas-Rhin in de regio Grand Est. De gemeente telde 3.808 inwoners op 1 januari 2022.

## Geschiedenis
De gemeente maakte voor 2015 deel uit van het arrondissement Haguenau en kanton Niederbronn-les-Bains. Op 1 januari 2015 fuseerde het arrondissement met het arrondissement Wissembourg tot het arrondissement Haguenau-Wissembourg. Toen op 22 maart 2015 het kanton werd opgeheven werden de gemeenten ervan opgenomen in het kanton Reichshoffen.

## Geografie
De oppervlakte van Gundershoffen bedraagt 17,55 vierkante kilometer; Op 1 januari 2022 was de bevolkingsdichtheid 217 inwoners per km².

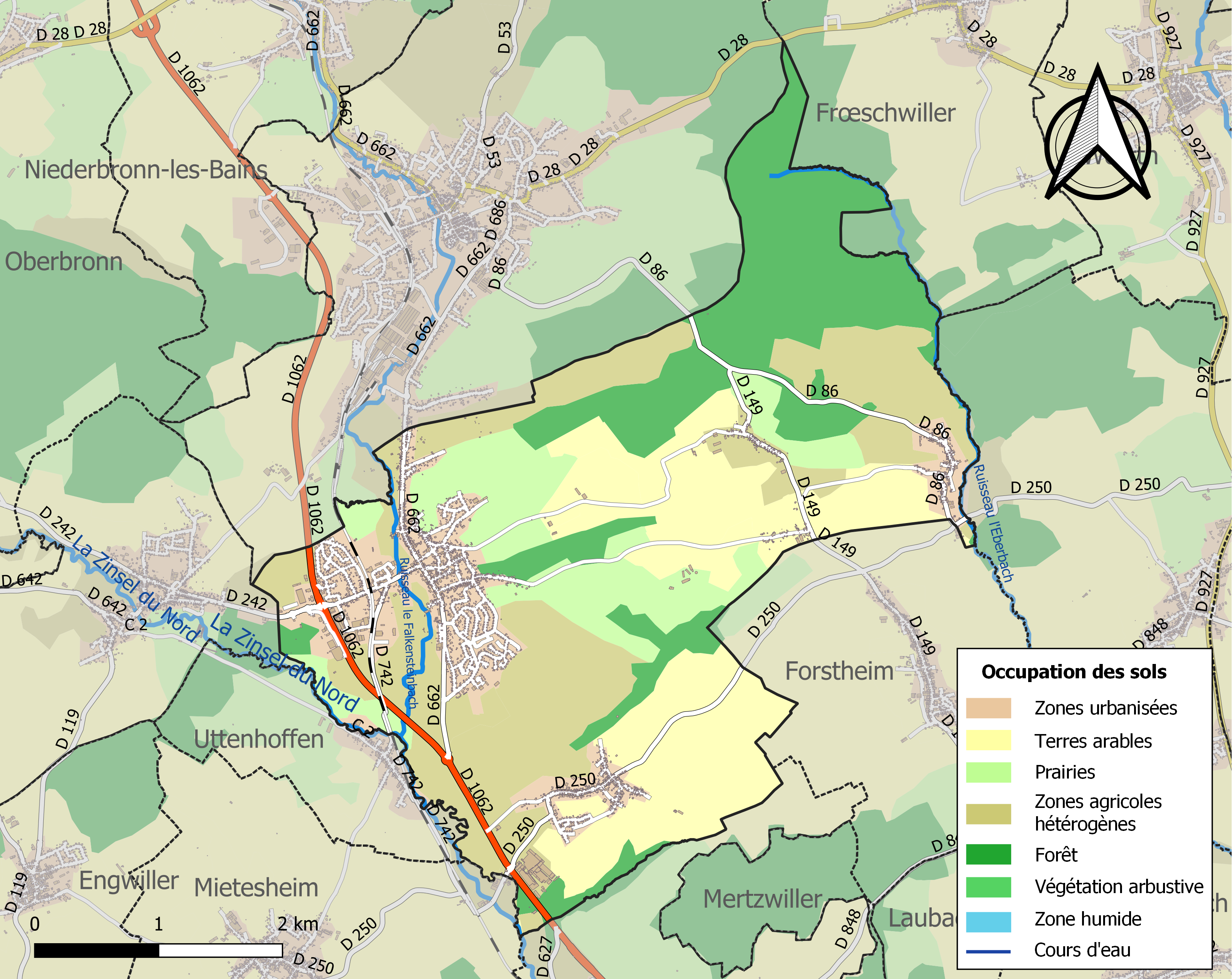
Kaart van de gemeente met de belangrijkste infrastructuur, bodemgebruik en omliggende gemeenten

## Demografie
Onderstaande figuur toont het verloop van het inwonertal.

## Verkeer en vervoer
In de gemeente staat het spoorwegstation Gundershoffen.